# Аверьянов, Василий Савельевич
Васи́лий Саве́льевич Аверья́нов (1917 — 17 декабря 1943) — участник Великой Отечественной войны, командир орудия артиллерийского дивизиона 19-й механизированной бригады 1-го механизированного корпуса 37-й армии Степного фронта, Герой Советского Союза (1943), старший сержант.

## Биография
Член ВКП(б)/КПСС. Учился в селе Гнилицы и там же работал в потребкооперации.
В 1938 году призван в ряды Красной Армии. Окончил школу младших командиров. В боях Великой Отечественной войны с 1942 года. Участвовал в боях под Сталинградом, на Курской дуге, освобождал Харьков. Воевал на Степном фронте.

### Удержание плацдарма при форсировании Днепра
15 октября 1943 года старший сержант В. С. Аверьянов с первым эшелоном бригады форсировал Днепр. Под селом Днепровская Каменка Верхнеднепровского района Днепропетровской области позиции советских войск контратаковали тридцать немецких танков. На плацдарме создалось угрожаемое положение. Подпустив танки на близкую дистанцию, В. С. Аверьянов в упор вёл огонь по немецкой бронетехнике, загорелись три танка. В это время пушка В. С. Аверьянова от вражеского снаряда вышла из строя. Старший сержант подбежал к другому орудию своего взвода, расчёт которого полностью погиб, и продолжал огонь прямой наводкой по неприятельской танковой колонне. Он подбил ещё два немецких танка. Контратака фашистов захлебнулась.

### Дальнейшая служба. Гибель
В декабре того же года 19-я механизированная бригада вела тяжёлые бои на Кировоградском направлении, особенно свирепо враг огрызался у районного центра Новгородка. Ожесточенные схватки с фашистами продолжались восемь дней.
16 декабря 1943 года в журнале боевых действий бригады появилась такая запись: 
Геройски вели себя на поле боя артиллеристы. Командир орудия старшина Аверьянов и командир орудия сержант Азаров со своими расчётами, находясь впереди боевых порядков пехоты, дважды отбивали контратаки немцев. Они уничтожили большое количество живой силы и техники врага.
Сражение продолжалось. 17 декабря 1943 года старший сержант Василий Савельевич Аверьянов погиб. Похоронен в посёлке Новгородка.

### Присвоение звания Героя ССР
Указом Президиума Верховного Совета СССР от 20 декабря 1943 года за мужество и героизм, проявленные при форсировании Днепра и удержании плацдарма на его правом берегу старшему сержанту Василию Савельевичу Аверьянову посмертно присвоено звание Героя Советского Союза.

## Награды
- Медаль «Золотая Звезда» Героя Советского Союза[2]
- Орден Ленина[2]
- Орден Красной Звезды[2]